# 固态核磁共振波谱学

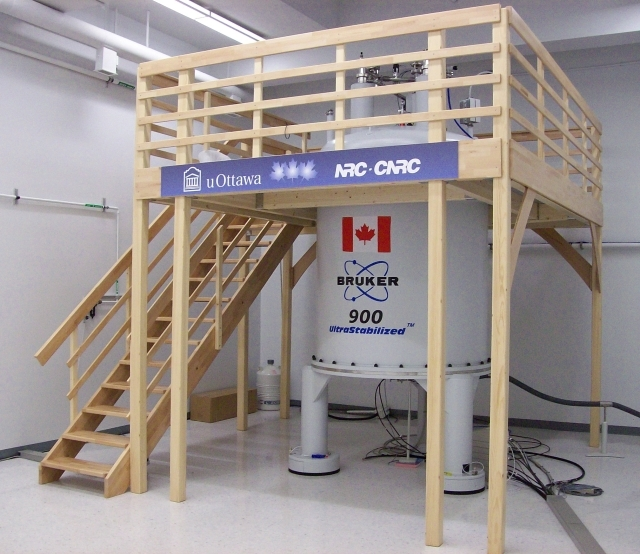
位于加拿大的国家固态超高场核磁共振设施的 900 MHz（21.1 T）固态核磁共振波谱仪

固态核磁共振波谱学（英語：Solid-state Nuclear Magnetic Spectroscopy），简称固态核磁或固体核磁，是一种利用核磁共振波谱学表征固态物质与材料中原子或分子水平结构的技术，例如粉末、单晶和非晶样品和组织。许多各向异性的自旋相互作用存在于固态核磁共振中，不像在溶液态核磁共振中，分子的快速翻滚运动平均了许多自旋相互作用。因此，固态核磁共振波谱具有比溶液态核磁共振更大的峰宽特征，可以用来给出材料的分子结构、构象和动力学的定量信息。固体核磁共振通常与魔角旋转相结合，以消除各向异性相互作用，提高技术的分辨率和灵敏度。